# 삼척 역둔리 철비
삼척 역둔리 철비(三陟 易屯里 鐵碑)는 대한민국 강원특별자치도 삼척시 하장면 역둔리에 있는 조선시대의 철비이다. 1996년 12월 28일 강원특별자치도의 문화재자료 제121호로 지정되었다.

## 개요
삼척 역둔리 마을의 국도 도로변에는 금옥각(金玉閣)이라는 비각이 마련되어 있는데, 그 안에 이 2기의 철비를 모시고 있다. 하나는 삼척부사 이규헌에 대한 고마움과 어진 정치를 영구히 기리기 위해 세워놓은 것이고, 다른 하나는 옆의 비를 세우는데 참여한 주민들의 공을 잊지 않고자 세워둔 것이다.
이규헌은 조선 헌종 원년(1835) 삼척부사로 부임해 와 1839년까지 지내면서 이 지역의 백성들을 위해 어진 정치를 폈다. 특히 조선 헌종 3년(1837) 가뭄과 홍수로 백성들이 굶주리게 되자 역둔창의 양곡을 나누어주어 많은 백성들을 구하기도 하였다.
철로 빚은 2기의 비는 비몸과 비머리를 갖추었으며, 모두 앞면에만 글씨와 무늬를 도드라지게 새겼다. 부사 이규헌의 비는 헌종 4년(1838)에 세웠고, 그 옆의 주민들을 위한 비는 그 다음해에 세운 것이다.

## 참고 자료
- 삼척역둔리철비(부사이규헌영세불망비및금옥첨원비) - 국가유산청 국가유산포털